# الشمس في يوم غائم (فلم)
الشمس في يوم غائم فيلم سينمائي سوري عن قصة الكاتب والروائي الكبير حنا مينة.

## فريق العمل
- - إنتاج : المؤسسة العامة للسينما - دمشق / سوريا
  - قصة :  حنا مينه 
  - مونتاج :  هيثم قوتلي 
  - موسيقى :  صلحي الوادي 
  - تصوير :  هشام المالح 
  - هندسة ديكور :  أنور زركلي 
  - مدير التصوير :  جورج لطفي الخوري 
  - مخرج مساعد :  ريمون بطرس 
  - إخراج :  محمد شاهين

## بطولة وتمثيل
- منى واصف
- رفيق السبيعي
- جهاد سعد
- عدنان بركات
- غادة الشمعة
- يوسف حنا
- أمل سكر
- أيمن زيدان
- جورج حداد
- محمد العقاد
- ممدوح الأطرش
- وفاء موصللي
- هدى شعراوي
- ماري مراد
- هيفاء واصف
- محمد خير حلواني
- نجاح العبدالله
- فاتن شاهين

## وصلات خارجية
- مقالات تستعمل روابط فنية بلا صلة مع ويكي بيانات

1. ↑  "معلومات عن الشمس في يوم غائم (فيلم) على موقع allmovie.com". allmovie.com. مؤرشف من الأصل في 2019-12-11.
2. ↑  "معلومات عن الشمس في يوم غائم (فيلم) على موقع imdb.com". imdb.com. مؤرشف من الأصل في 2017-02-11.